# Formiguer arlequinat
El formiguer arlequinat (Rhegmatorhina berlepschi) és una espècie d'ocell de la família dels tamnofílids (Thamnophilidae).

## Hàbitat i distribució
Habita el sotabosc de la selva pluvial del centre del Brasil amazònic.